# Nelson Cavaquinho
Nelson Antônio da Silva (Rio de Janeiro, 29 d'octubre de 1911 - 18 de febrer de 1986), conegut com a Nelson Cavaquinho, va ser un dels principals cantants i compositors de samba. Sovint se'l vincula amb els tràgics temes de les sambes per les seves nombroses cançons sobre la desesperança, el patiment i la mort.

## Biografia
Va néixer a Rio de Janeiro. El seu pare, Brás Antônio da Silva, era músic de la Banda da Polícia Militar i el seu oncle Elvino tocava el violí. De família amb pocs recursos econòmics, jovenet va deixar l'escola per posar-se a treballar en una fàbrica. Ja llavors, mostrà el seu talent interpretant amb una guitarra feta per ell amb una capsa de cigars i cables. Quan va poder va aconseguir que li prestessin un cavaquinho i s'esmerçà practicant, imitant les tècniques dels intèrprets professionals d'aquest instrument.

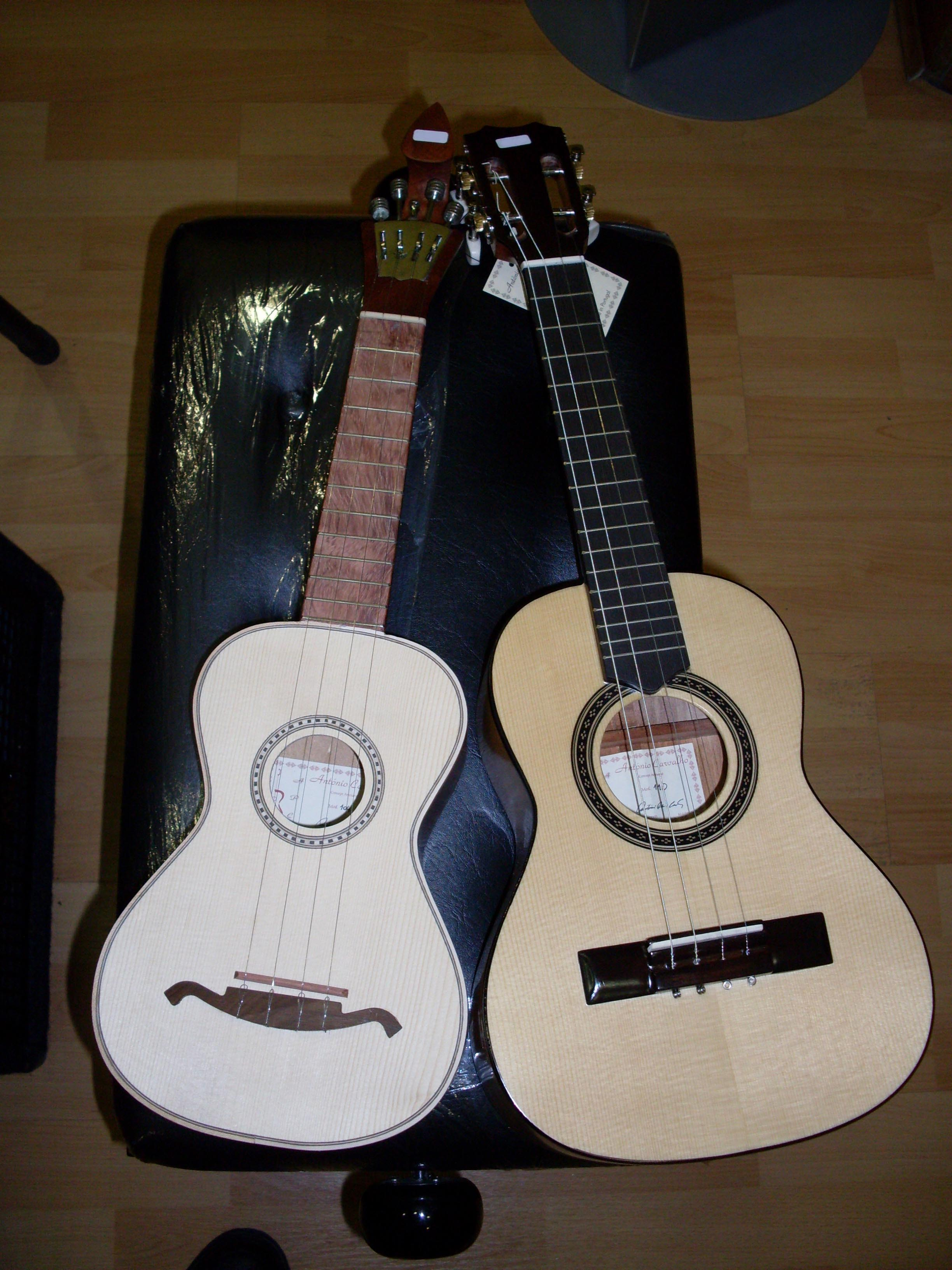
Dos cavaquinhos

Quan va viure a Gávea –barri de Rio, costaner i de classe mitjana-alta– freqüentava les rondes de xoro mostrant gran habilitat tocant el cavaquinho i compongué un xoro –Caminhando– que li donà notorietat com a músic, en part gràcies a una modulació no gaire freqüent que feia difícil als altres instrumentistes harmonitzar-hi. Finalment li van regalar un cavaquinho i, havent demostrat un estil únic de tocar l'instrument, únicament amb dos dits –índex i polze–, li van donar el malnom de "Nelson Cavaquinho".
Als vint anys es casà amb Alice Ferreira Neves, amb la que tingué quatre fills. El seu sogre li aconseguí treball com a policia i feia rondes nocturnes a cavall. Així, durant les rondes, va conèixer el barri de Morro da Mangueira i, freqüentant-lo, va entrar en contacte amb intèrprets de samba famosos, com Cartola, Carlos Cachaça i Ze da Zilda, i Nelson es transformà definitivament de xorista en sambista i es passà del cavaquinho a la guitarra. El seu acompanyant habitual era Guilherme de Brito. Nelson s'associà amb Cartola i compongueren junts; en deixar de treballar a la policia, Nelson tingué problemes econòmics i vengué partitures pel seu compte; Cartola optà per trencar l'associació i mantenir l'amistat.
La seva primera cançó enregistrada fou Não Faça Vontade a Ela, en 1939 per Alciades Gerardi, però no tingué repercussió. Anys més tard va ser descobert per Cyro Monteiro que va enregistrar algunes de les seves composicions. A principis de la dècada del 60, va començar a actuar en públic al Zicartola, bar de Cartola i Dona Zica al centre de Rio. El 1970 l'editora Castelinho va llançar el seu primer LP, Depoimento de Poeta.
Les seves cançons eren fetes amb molta simplicitat i les lletres quasi sempre tractaven de guitarres, dones, bars i, principalment, la mort, com en Rugas, Quando eu me chamar saudade, Luto, Eu e as flores i Juízo final (1973). Va escriure més de 400 composicions, entre les quals: A flor e o espinho, Folhas secas –les dues a mitges amb Guilherme– Adoniran Barbosa, Palhaço. Artistes com Clara Nunes, Elis Regina, Elza Soares o Elizeth Cardoso interpretaren composicions seves.
Passada la cinquantena va conèixer Durvalina, trenta anys més jove que ell, que va ser la seva companya fins a la seua mort d'unemfisema el 18 de febrer de 1986, a l'edat de 74 anys a Rio de Janeiro.

## Discografia
- 1970 - Depoimento do Poeta (Discos Castelinho)
- 1972 - Nelson Cavaquinho Série documento (RCA Victor)
- 1973 - Nelson Cavaquinho (Odeon)
- 1985 - As Flores em Vida (Gravadora Eldorado)